# Nikolski (Alaska)
Pour les articles homonymes, voir Nikolski.
Nikolski est une localité d'Alaska (CDP) aux États-Unis dans la Région de recensement des Aléoutiennes occidentales. En 2010, il y avait 18 habitants.

## Situation - Climat
Elle est située sur la baie Nikolski, à l'extrémité sud-ouest de l'île Umnak, qui est une des Îles Fox, à 187 km à l'ouest à vol d'oiseau d'Unalaska et à 1 448 km d'Anchorage.
La moyenne des températures va de −12 °C à 18 °C.

## Histoire
Nikolski aurait été un des plus anciens peuplements locaux. Des fouilles archéologiques sur la rive nord de la baie Nikolski ont relevé des vestiges datant de 8500 ans. C'était aussi un lieu de la chasse à la marmotte, utilisé aussi par les Russes. Des fermes s'y installèrent ensuite dès 1920 avec un important élevage de moutons créé en 1926.
En juin 1942, à la suite de l'attaque japonaise sur Unalaska, les habitants ont dû être évacués à Ketchikan et ne purent retourner chez eux qu'en 1944. Mais alors, la vie traditionnelle, influencée par les populations extérieures, a été totalement modifiée. En 1950, l'armée américaine y construisit une base militaire de communication qui a été abandonnée en 1977.
L'économie actuelle du village est fondée sur la pêche tandis qu'une partie des habitants doit travailler au dehors, dans les conserveries de poisson ou sur les bateaux de pêche.

## Démographie
| 1880 | 1890 | 1920 | 1930 | 1940 | 1950 |
| ---- | ---- | ---- | ---- | ---- | ---- |
| 127  | 94   | 83   | 109  | 97   | 64   |

| 1960 | 1970 | 1980 | 1990 | 2000 | 2010 |
| ---- | ---- | ---- | ---- | ---- | ---- |
| 92   | 57   | 50   | 35   | 39   | 18   |

## Sources et références
1. ↑  (en) CIS
2. ↑  « Statistiques des États-Unis - Alaska - Profils des communautés de 2010 » (consulté en novembre 2020)

- (en) Cet article est partiellement ou en totalité issu de l’article de Wikipédia en anglais intitulé « Nikolski, Alaska » (voir la liste des auteurs).